# Granota (indumentària)

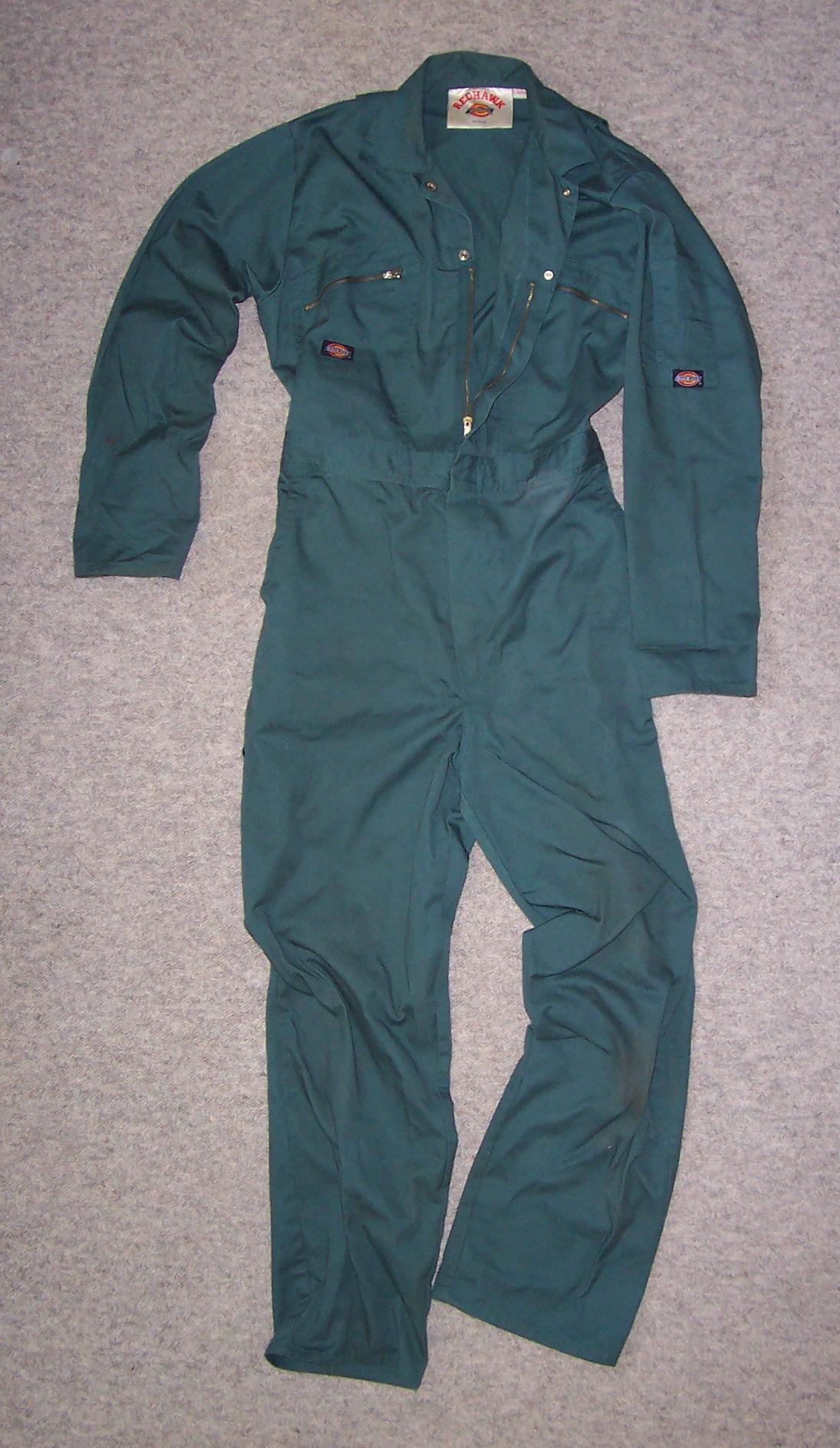
Granota de treball

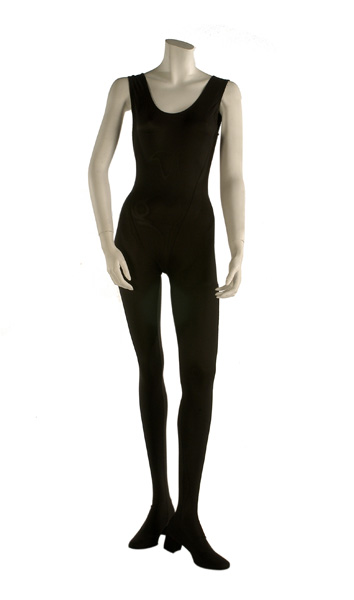
Granota de punt de polièster amb sabates integrades, de color negre

La granota o blavet, blauet és un vestit d'una sola peça que cobreix del tronc (braços inclosos) fins a tocar dels peus, amb la meitat inferior en forma de pantalons, i generalment oberta del coll fins a la cintura, que es tanca amb cremallera. Amb aquesta valor, el mot català granota equival a l'anglès boilersuit (coverall als EUA), esp. mono (de trabajo) (overol a Amèrica), fr. combinaison, it. tuta (que també significa 'xandall'), port. fato-macaco o fato de macaco (macacão al Brasil), etc.
Un guardapols és una bata que hom es posa sobre els vestits per a preservar-los de la pols, les taques o l'embrutament.

## Ús originari com a roba de treball
La granota sorgí a finals del segle xix com a roba de treball, sobretot industrial, i continua vigent avui dia amb aquesta funció. El més habitual és dur-la sobre la roba de carrer per tal de protegir-la de la brutícia. Les granotes eren i són típiques, sobretot, dels mecànics. De fet, aquestes peces de treball esdevingueren tot un símbol de la condició obrera. Per exemple, les granotes i, sobretot, els pantalons de peto, feren funcions d'uniforme entre força unitats de milícies en els primers mesos de la Guerra Civil Espanyola.

## Ús militar
Diversos exèrcits han emprat la granota com a uniforme de feineig o, a voltes, d'instrucció. També hi ha hagut exèrcits que han emprat com a uniforme de campanya una mena de granota, generalment mimètica, duta per damunt de l'uniforme convencional, si bé és costum de designar aquesta mena de peça de cos sencer com a sobreuniforme de campanya, més que no com a granota.
Alguns uniformes especials acostumen de prendre forma de granota, és a dir, són de cos sencer en una sola peça; és el cas, sobretot, dels vestits de tanquista (granota de tanquista), d'aviador (granota de vol) i de salt per a paracaigudistes (granota de salt).

## Ús esportiu
El principi de la granota s'aplica a certa indumentària esportiva; per exemple, a l'equipament d'esquiador.

## La granota com a article de moda general
En el període d'entreguerres diversos moviments avantguardistes soviètics, els futuristes italians i altres promogueren l'ús de la granota de treball com a vestit de carrer, en el si plans per a transformar revolucionàriament la vida quotidiana.
Potser per influència del pantaló de peto, també la granota ha esdevingut article de moda. En la dècada de 1980 n'aparegueren versions sofisticades com a vestit femení semiformal.
D'altra banda, molts models de pijama per a nadó prenen forma de granota.

## Puntualitzacions terminològiques
Cal evitar de confondre la granota amb el pantaló de peto ("peto"), que per damunt de la cintura només consisteix en un peto (pitrera) amb tirants.